# Виконт Мелвилл

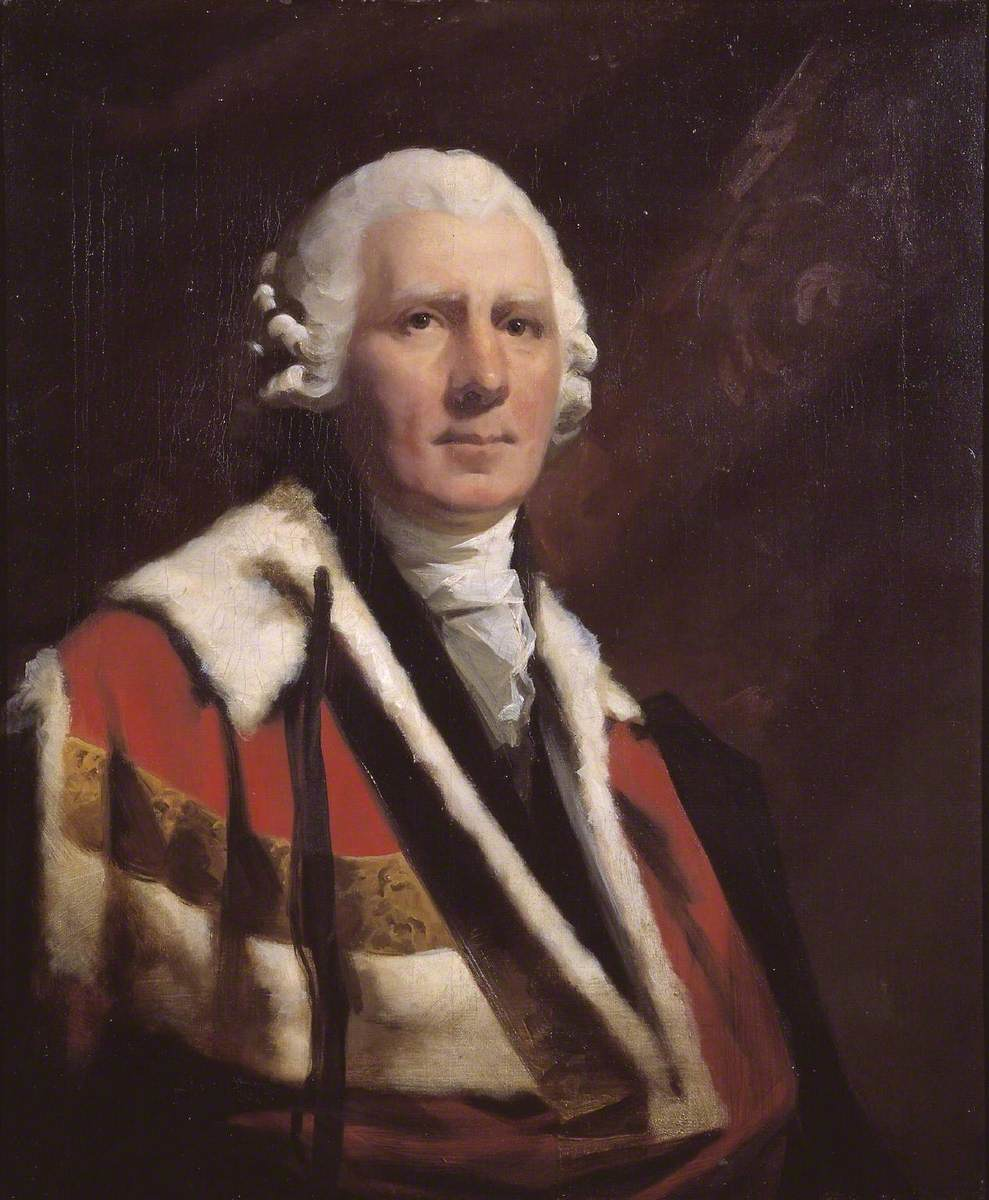
Генри Дандас, 1-й виконт Мелвилл (1742—1811)

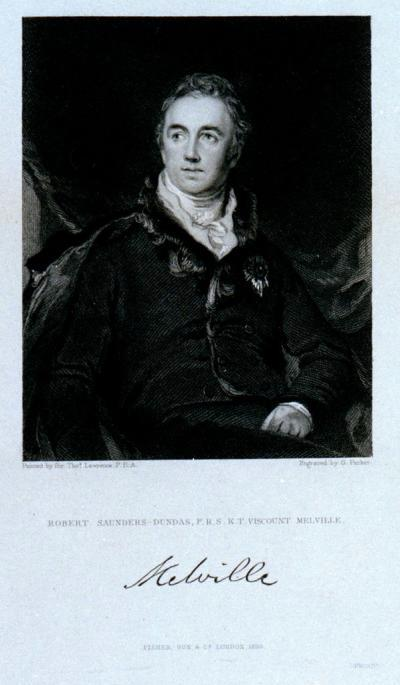
Роберт Сондерс-Дандас, 2-й виконт Мелвилл

Виконт Мелвилл из Мелвилла в графстве Эдинбург — наследственный титул в системе Пэрства Соединённого королевства.

## История
Титул виконта Мелвилла был создан 24 декабря 1802 года для крупного юриста и политика Генри Дандаса (1742—1811). Вместе с виконтством он получил в 1802 году титул барона Данира в графстве Пертшир (Пэрство Соединённого королевства). Генри Дандас был четвёртым сыном Роберта Дандаса Старшего из Арнистона (1685—1753), лорда-председателя сессионного суда (1748—1753/1754). В 1809 году Генри Дандас отказался от предложенного ему титула графа. Генри Дандас был депутатом Палаты общин от Мидлотиана (1774—1790) и Эдинбурга (1790—1802), а также занимал должности генерального солиситора Шотландии (1766—1775), лорда-адвоката (1775—1783), казначея военно-морского флота (1782—1783, 1784—1800), министра внутренних дел (1791—1794), председателя контрольного совета (1793—1801), военного министра (1794—1801), хранителя Малой печати Шотландии (1800—1811) и первого лорда Адмиралтейства (1804—1805).
Ему наследовал его сын, Роберт Дандас, 2-й виконт Мелвилл (1771—1851), который был известным политиком. Он принял дополнительную фамилию «Сондерс» в честь своего тестя. Он был депутатом Палаты общин от Гастингса (1794—1796), Рая (1796—1800) и Мидлотиана (1801—1811), а также занимал посты председателя контрольного совета (1807—1809, 1809—1812), главного секретаря Ирландии (1809), первого лорда Адмиралтейства (1812—1827, 1828—1830) и хранителя Малой печати Шотландии (1811—1851). Его сын, Генри Дандас, 3-й виконт Мелвилл (1801—1876), был генералом британской армии. Он заседал в Палате общин Великобритании от Рочестера (1826—1830) и Винчелси (1830—1831), а также был главнокомандующим британских войск в Шотландии (1854—1860). Его сменил его младший брат, Роберт Дандас, 4-й виконт Мелвилл (1803—1886). Ему наследовал его племянник, Роберт Дандас, 5-й виконт Мелвилл (1835—1904), старший сын преподобного достопочтенного Чарльза Дандаса, ректора Эпворта в Линкольншире, четвёртого сына 2-го виконта Мелвилла. Последнего сменил его младший брат, Чарльз Сондерс Дандас, 6-й виконт Мелвилл (1843—1926), незначительный дипломат. Титул виконта переходил от отца к сыну до смерти в 1971 году Генри Чарльза Патрика Браункера Дандаса, 8-го виконта Мелвилла (1909—1971). Ему наследовал его племянник, Роберт Дэвид Росс Дандас, 9-й виконт Мелвилл (1937—2011), старший сын достопочтенного Роберта Малдреда Сент-Джона Мелвилла Дандаса, второго сына 7-го виконта Мелвилла.
По состоянию на 2025 год носителем титула являлся его старший сын, Роберт Генри Киркпатрик Дандас, 10-й виконт Мелвилл (род. 1984), который сменил своего отца в 2011 году.

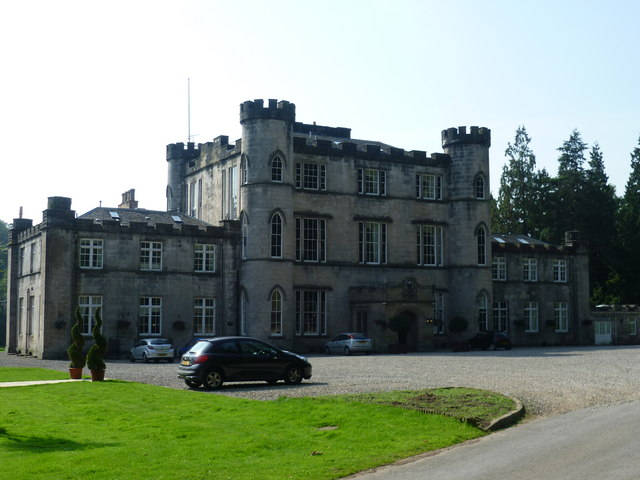
Мелвилл Касл, резиденция виконтов Мелвилл

Семейная резиденция — Замок Мелвилл между Далкитом и Лассадом в шотландской области Мидлотиан.

## Виконты Мелвилл (1802)

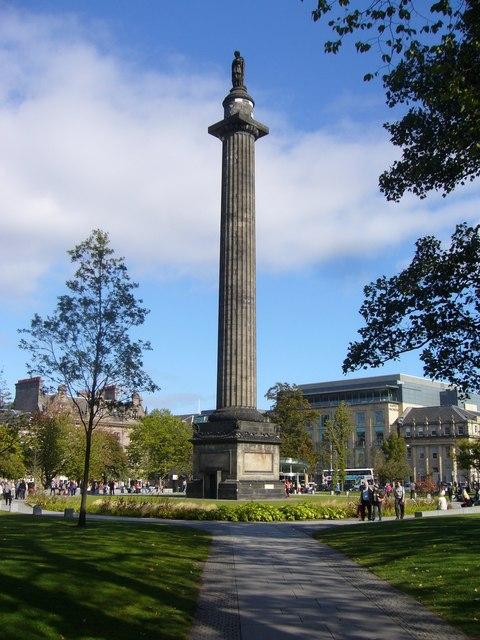
Памятник Генри Дандасу, 1-му виконту Мелвиллу, в Эдинбурге, 1821 год.

- 1802—1811: Генри Дандас, 1-й виконт Мелвилл (28 апреля 1742 — 29 мая 1811), четвёртый сын судьи Роберта Дандаса, лорда Арнистона (1685—1753), от второго брака
- 1811—1851: Роберт Сондерс-Дандас, 2-й виконт Мелвилл (13 марта 1771 — 10 июня 1851), старший сын предыдущего
- 1851—1876: Генри Дандас, 3-й виконт Мелвилл (25 февраля 1801 — 1 февраля 1876), старший сын предыдущего
- 1876—1886: Роберт Дандас, 4-й виконт Мелвилл (14 сентября 1803 — 18 февраля 1886), младший брат предыдущего
- 1886—1904: Роберт Дандас, 5-й виконт Мелвилл (8 марта 1835 — 3 ноября 1904), старший сын преподобного достопочтенного Чарльза Дандаса (1806—1883), младшего сына 2-го виконта Мелвилла
- 1904—1926: Чарльз Сондерс Дандас, 6-й виконт Мелвилл (27 июня 1843 — 21 сентября 1926), младший брат предыдущего
- 1926—1935: Генри Чарльз Климент Дандас, 7-й виконт Мелвилл (25 июня 1873 — 30 января 1935), старший сын предыдущего
- 1935—1971: Генри Чарльз Патрик Браункер Дандас, 8-й виконт Мелвилл (5 марта 1909 — 26 марта 1971), старший сын предыдущего
- 1971—2011: Роберт Дэвид Росс Дандас, 9-й виконт Мелвилл (28 мая 1937 — 21 июля 2011), единственный сын достопочтенного Роберта Малдреда Сент-Джона Мелвилла Дандаса (1912—1940), второго сын 7-го виконта Мелвилла
- 2011 — настоящее время: Роберт Генри Киркпатрик Дандас, 10-й виконт Мелвилл (род. 23 апреля 1984), старший сын предыдущего
  - Наследник: достопочтенный Джеймс Дэвид Браункер Дандас (род. 19 января 1986), младший брат предыдущего.